# ملتهمة الحمض الحنظلية
ملتهمة الحمض الحنظلية (الاسم العلمي: Acidovorax citrulli) هي نوع من البكتيريا، سلبية الغرام، تتبع جنس ملتهمة الحمض.